# Lacantunia enigmatica
 Lacantunia enigmatica  ist eine Fischart aus der Ordnung der Welsartigen (Siluriformes), die endemisch im Flusssystem des Rio Lacantún einem Nebenfluss des Rio Usumacinta in Chiapas (Mexiko) vorkommt. Sie ist die einzige Art in der somit monotypischen Gattung Lacantunia. Der Gattungsname leitet sich von seinem Heimatgewässer ab, das Art-Epitheton enigmatica bedeutet so viel wie „rätselhaft“ und ist eine Anspielung auf die unerwartete Entdeckung der Art.

## Merkmale
Lacantunia enigmatica hat einen mäßig gestreckten Körper, der vorne schwach, hinten stärker seitlich abgeflacht ist. Die Oberseite ist mittel- bis dunkelbraun und hat, bei größeren Exemplaren, kleine dunkle unregelmäßige Flecken. Die Unterseite der Fische ist sehr viel heller, weiß, cremefarben oder mittelgrau. Männchen von Lacantunia enigmatica erreichen eine Maximallänge von 42 cm, Weibchen bleiben nur wenig kleiner. Am Kopf hat Lacantunia vier Paare von Barteln.
Die Bauchflossen stehen etwas hinter der Körpermitte unterhalb der letzten Rückenflossenstrahlen, die Schwanzflosse ist abgerundet oder schließt gerade ab mit abgerundeten Ecken. Die Fettflosse ist lang und dick, sie beginnt etwa nach 70 % der Standardlänge, deutlich getrennt von der Rückenflosse.
Flossenformel: Dorsale II/8–10, Anale 22–26, Ventrale 6, Pectorale I/10–11
Die Wirbelsäule hat 55 bis 57 Wirbel, 22 bis 25 Präcaudalwirbel (vor dem Anus liegend) und 31 bis 33 Caudalwirbel (Schwanzwirbel). Der Webersche Apparat wurde von sechs Wirbeln und den Rippen des sechsten Wirbels gebildet.

## Lebensweise
Lacantunia enigmatica lebt in tiefen Flussabschnitten mit Steinbett und Stromschnellen von Bergbächen. Die bisher gefangenen Exemplare wurden das ganze Jahr über gefangen, immer in der Nacht. Lacantunia enigmatica ernährt sich von Fischen, Krabben, Garnelen und großen Pflanzensamen.

## Systematik
Lacantunia unterscheidet sich durch fünf autapomorphe Merkmale von allen anderen Welsen und wird deshalb in eine eigene Familie gestellt. Dazu gehören Merkmale der Schädelknochen, des Kiemenskelettes und der Schwimmblase.
Die nächsten Verwandten von Lacantunia sind sechs Familien von afrikanischen Welsen, die als  „Big Africa“-Gruppe bezeichnet wird. Schwestergruppe sind die Claroteidae. Die Trennung von seinen afrikanischen Verwandten, ermittelt mit der Methode der Molekularen Uhr soll sich vor etwa 94 bis 75 Millionen Jahren nach der Trennung von Afrika und Südamerika ereignet haben. Da die Verwandten alle Süßwasserfische sind, wird eine Ausbreitung der Ahnen von Lacantunia während der weltweiten Warmzeit in der späten Kreidezeit oder im frühen Tertiär über eine Landbrücke bei der heutigen Beringstraße in Erwägung gezogen.